# Valdevimbre
Valdevimbre es un municipio y villa española de la provincia de León, en la comunidad autónoma de Castilla y León. Se encuentra en la comarca del Páramo y cuenta con una población de 894 habitantes (INE 2024).

## Toponimia
El topónimo de Valdevimbre procede de la unión de los vocablos latinos vallis y vimen, -inis, cuyo significado es el de valle donde abundan plantas de rama flexible como el mimbre o el junco.

## Geografía

### Ubicación
Valdevimbre se encuentra en la comarca del Páramo Leonés, en el sur de la provincia de León, a una altitud de 813 m s. n. m. Su término municipal limita al norte con Chozas de Abajo y Ardón, al sur con Bercianos del Páramo y Villamañán, al este con Ardón y al oeste con San Pedro Bercianos. El territorio del término municipal está representado en la hoja 194 del Mapa Topográfico Nacional.

### Orografía

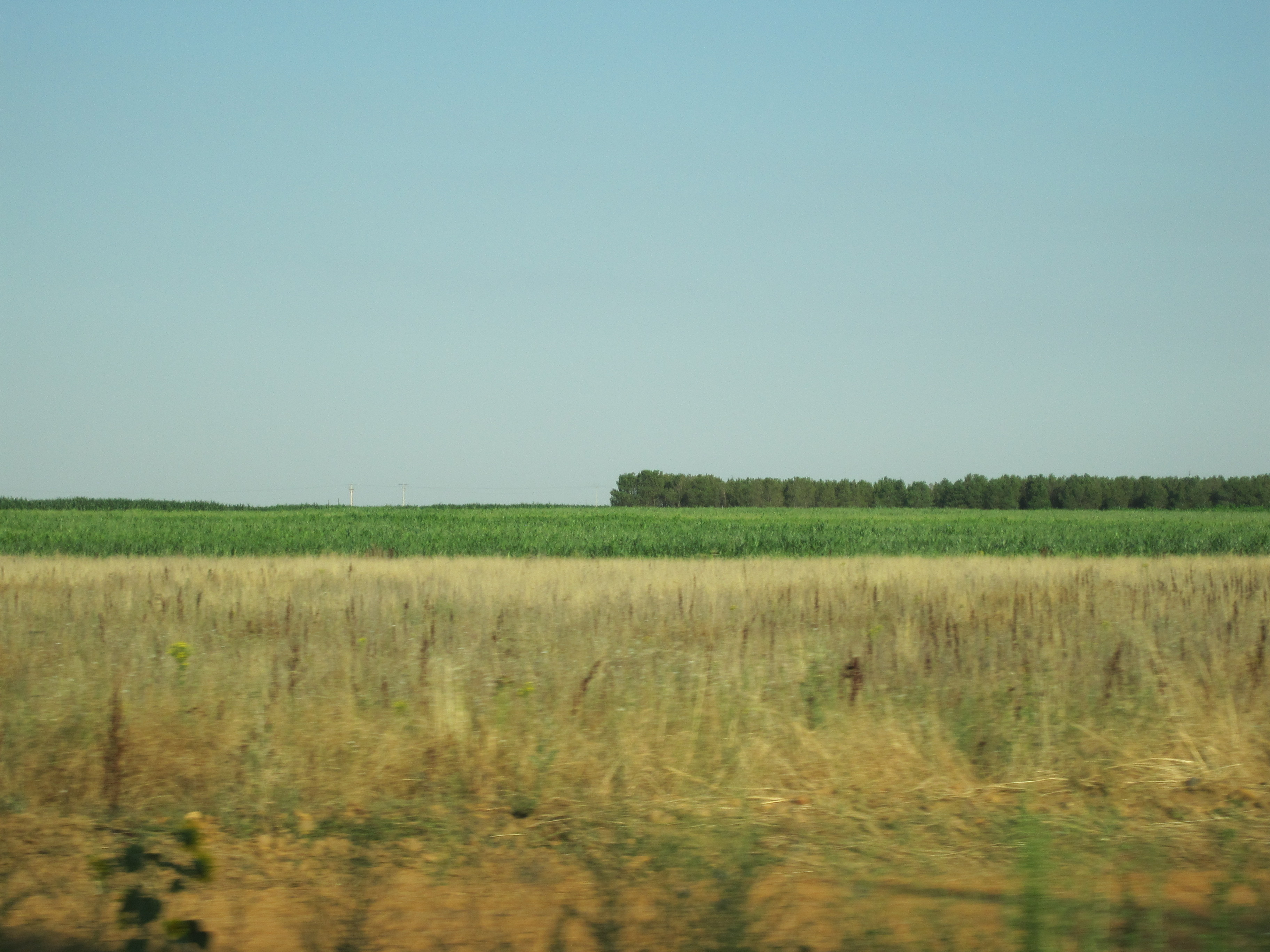
La mayor parte del municipio se asienta en la llanura del Páramo Leones

El terreno del municipio es predominantemente llano debido a situarse en el Páramo Leonés. A medida que se avanza hacia el este, el terreno desciende de manera brusca debido a que se desciende desde el Páramo hasta la vega del río Esla. En contra, a medida que se avanza por la parte occidental del municipio, el terreno asciende de manera leve pero progresiva, hasta alcanzar una cota máxima de 864 m s. n. m. en la parte noroeste del municipio. En el término municipal se encuentran los vértice geodésicos de Los Arrotos, a una altitud de 870 m s. n. m. y situado en la zona oeste del municipio, y Trabesona, a 818 m s. n. m. y situado en el este del municipio.

### Hidrografía
El municipio se encuentra en la cuenca hidrográfica del Duero, cuyos cursos fluviales, a nivel general, se caracterizan por la irregularidad de su caudal, con estiajes en época estival y crecidas en otoño e invierno debido a la lluvia. La planicie del Páramo no es atravesada por ningún río de importancia, y en el caso de Valdevimbre, su territorio es atravesado por varios cauces naturales, entre los que destaca el arroyo del Valle de Fontecha, que aparece en las cercanías de Fontecha del Páramo y atraviesa de norte a sur el municipio. Asimismo, y debido al plan de regadíos desarrollado en los años sesenta tras la construcción del embalse de Barrios de Luna, el terrazgo cuenta con el abastecimiento de numerosos canales secundarios. En aquellas zonas de drenaje deficiente aparecen pequeñas lagunas o zonas de encharcamiento, de carácter estacional, que desaparecen en época estival. La mayoría de ellas han sido desecadas por la acción del hombre e incorporadas al suelo cultivable.

### Clima
El clima en el municipio se clasifica como mediterráneo continentalizado, de inviernos fríos con frecuentes heladas, y veranos cálidos y secos. La oscilación térmica anual ronda los 15 °C mientras que la diaria supera en ocasiones los 20 °C. Las bajas precipitaciones se reparten de forma irregular a lo largo del año, con escasez de las mismas en verano, concentrándose al final del otoño, en los meses invernales y al principio de la primavera.
Según la clasificación climática de Köppen, Valdevimbre se encuadra en la variante Csb, es decir clima mediterráneo de veranos suaves, con la media del mes más cálido no superior a 22 °C pero superándose los 10 °C durante cinco o más meses. Se trata de un clima de transición entre el mediterráneo (Csa) y el oceánico (Cfb).
| Parámetros climáticos promedio de Valdevimbre                                                        | Parámetros climáticos promedio de Valdevimbre | Parámetros climáticos promedio de Valdevimbre | Parámetros climáticos promedio de Valdevimbre | Parámetros climáticos promedio de Valdevimbre | Parámetros climáticos promedio de Valdevimbre | Parámetros climáticos promedio de Valdevimbre | Parámetros climáticos promedio de Valdevimbre | Parámetros climáticos promedio de Valdevimbre | Parámetros climáticos promedio de Valdevimbre | Parámetros climáticos promedio de Valdevimbre | Parámetros climáticos promedio de Valdevimbre | Parámetros climáticos promedio de Valdevimbre | Parámetros climáticos promedio de Valdevimbre |
| Mes                                                                                                  | Ene.                                          | Feb.                                          | Mar.                                          | Abr.                                          | May.                                          | Jun.                                          | Jul.                                          | Ago.                                          | Sep.                                          | Oct.                                          | Nov.                                          | Dic.                                          | Anual                                         |
| --- | --------------------------------------------- | --------------------------------------------- | --------------------------------------------- | --------------------------------------------- | --------------------------------------------- | --------------------------------------------- | --------------------------------------------- | --------------------------------------------- | --------------------------------------------- | --------------------------------------------- | --------------------------------------------- | --------------------------------------------- | --------------------------------------------- |
| Precipitación total (mm)                                                                             | 48.20                                         | 35.10                                         | 29.10                                         | 41.60                                         | 55.70                                         | 31.70                                         | 19.90                                         | 17.70                                         | 33.60                                         | 47.50                                         | 48.20                                         | 48.50                                         | 456.8                                         |
| Fuente: Ministerio de Agricultura, Alimentación y Medio Ambiente. Datos de precipitación (1961-1997) |                                               |                                               |                                               |                                               |                                               |                                               |                                               |                                               |                                               |                                               |                                               |                                               |                                               |

## Naturaleza
Flora

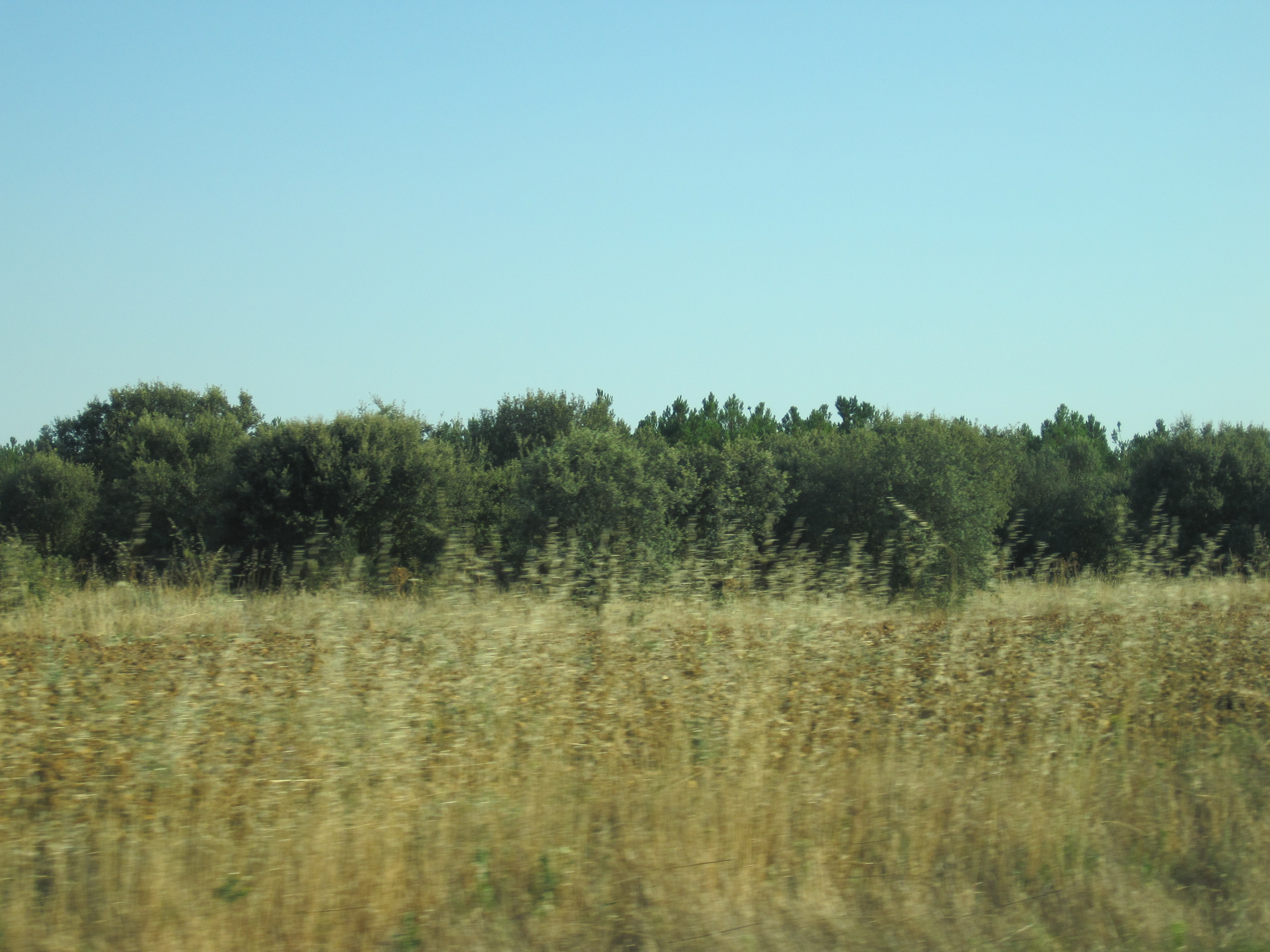
Encinar de Fontecha del Páramo, situado al norte del municipio

El término municipal de Valdevimbre se encuentra en el piso bioclimático supramediterráneo, por lo que su vegetación clímax son las especies marcescentes y las coníferas. Entre ellas nos encontramos con el rebollo, en las zonas más frescas y húmedas del oeste del municipio, sobre depósitos cuaternarios y suelos predominantemente silíceos, y los pinares de repoblación, situados principalmente en el norte del municipio, con especies como el pino silvestre. También está presente la encina, generalmente de forma dispersa pero conformando una unidad homogénea en el monte cercano a Fontecha del Páramo, muy degradado, en estado tallar y con pies raquíticos, debido a su tradicional utilización para carboneo y leña, algo que también sucede en el resto de la provincia, y en cuyo estrato inferior se encuentran especies como genistas, lavandas o pies de liebre. En las zonas donde no está presente el estrato arbóreo, principalmente laderas de solana, debido tanto a la baja calidad del suelo como a la escasez hídrica, aparecen matorrales de romero, piorno o jara. En las zonas cercanas a los arroyos fluviales aparte de las plantaciones de chopos, encontramos álamos, sauces o alisos. El resto del territorio municipal se corresponde con eriales y terrenos de cultivo.
Fauna
El municipio cuenta con una fauna rica y variada debido a su situación de transición entre el mundo mediterráneo y el eurosiberiano. Así, en cuanto a los íctidos, las aguas de Valdevimbre sustentan tan solo tres especies, el barbo común, la boga del Duero y la bermejuela, a los que acompañan mamíferos como la nutria. Entre las distintas especies de anfibios y reptiles están presentes el sapo común, el tritón jaspeado, la ranita de San Antón, el lagarto ocelado o la culebra viperina y culebra bastarda. En las zonas llanas del municipio se encuentran aves como el cernícalo, la avutarda o el gavilán común y pequeños mamíferos como el conejo o la liebre ibérica. En el entorno de los núcleos de población son comunes la cigüeña blanca, la golondrina, el vencejo común, la paloma torcaz, distintas especies de páridos, la graja o rapaces como el milano real. Por último, en las zonas de pastizales o de monte están presentes aves como la perdiz roja y mamíferos como el corzo, la comadreja, el zorro, el jabalí y, ocasionalmente, el lobo.

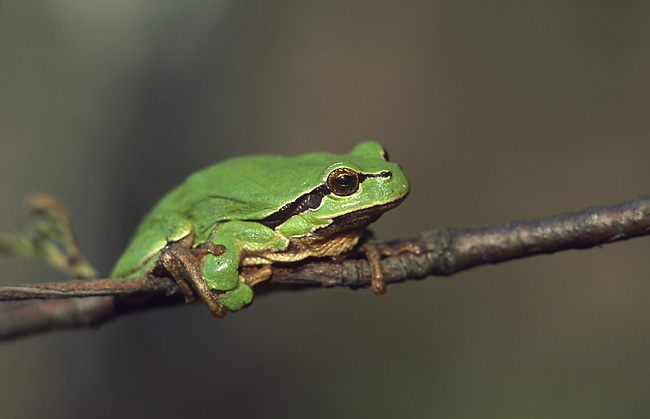
Ranita de San Antón
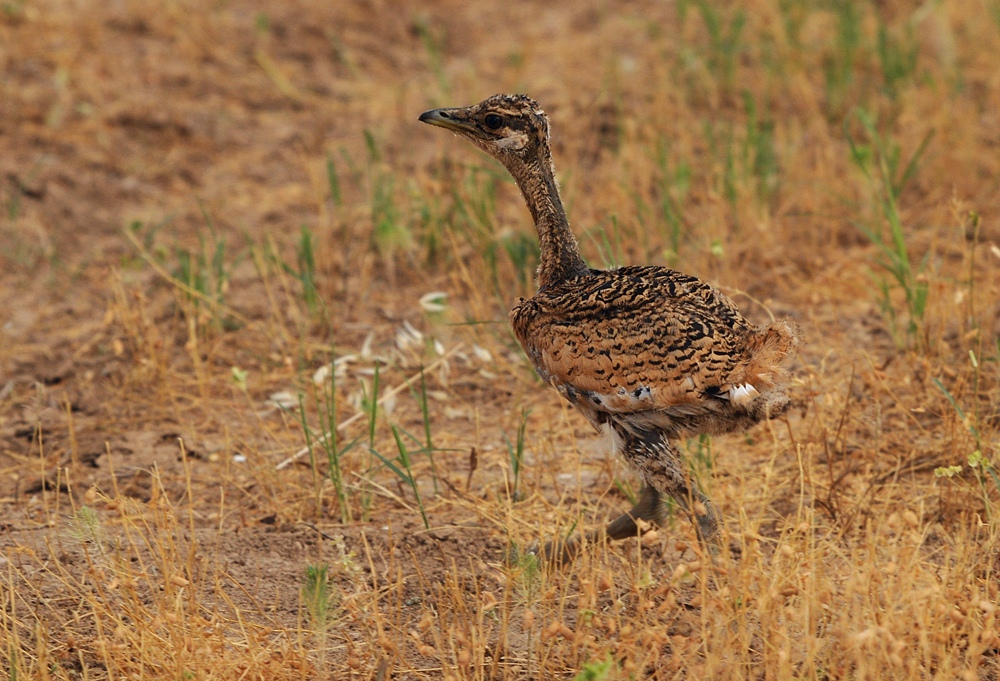
Avutarda
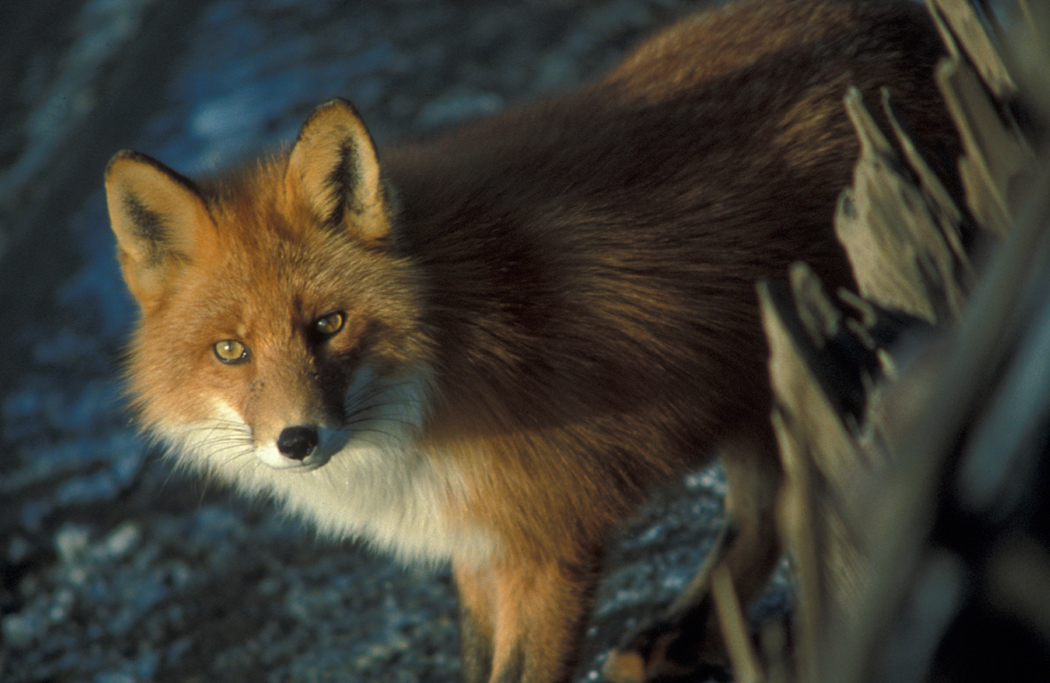
Zorro

## Demografía
Cuenta con una población de 894 habitantes (INE 2024). La población está registrando un progresivo descenso desde mediados del siglo XX como consecuencia del envejecimiento de la población, la escasez de nacimientos y, principalmente, la emigración hacia núcleos más dinámicos, tan solo matizado en los últimos años por la llegada de inmigrantes extranjeros.
Evolución de la población
| Gráfica de evolución demográfica de Valdevimbre entre 1842 y 2021                                                     |
| |
| Población de derecho según los censos de población del INE. Población de hecho según los censos de población del INE. |

Movimiento migratorio
En cuanto al colectivo inmigrante, según el padrón municipal de 2011 del INE, en Valdevimbre residían 77 personas procedentes de otros países: 46 hombres (4,36 % del total de la población) y 31 mujeres (2,94 % del total). Por continentes, la mayoría de los inmigrantes procedían de Europa (66), seguidos de África (7) y América (4), y en relación con los países de origen, 50 habitantes eran búlgaros, 10 portugueses, 7 marroquís, 5 rumanos, 2 cubanos y había 1 dominicano, 1 venezolano y 1 italiano.

## Economía
La agricultura es el motor económico de la comarca, sustancialmente la vid, pero sin obviar otros cultivos, tanto de secano: cebada, avena, trigo... como de regadío: maíz, remolacha..., ya que hasta el municipio llega el agua que ha aliviado la situación de sequía de El Páramo.
Su agricultura de regadío está modernizada debido a la puesta en marcha del Plan de Modernización de Regadíos, impulsado por el Gobierno Central; con el riego por presión. Además el proceso se ha completado con la reconcentración parcelaria que ha dado una única parcela de regadío a cada propietario.
La industria gira, sustancialmente, en torno al vino, así, cuenta con numerosas empresas vinícolas, fábricas de licores. Existen dos explotaciones de vacuno de leche en Palacios de Fontecha. Además existen otras importantes industrias como son la de construcciones de útiles de ganadería con un taller en Palacios de Fontecha que da trabajo a una decena de empleados.
Los servicios tienen gran importancia en el municipio, sustancialmente los restaurantes típicos enclavados en antiguas bodegas y bares.
Además el pueblo de Valdevimbre cuenta con tienda, carnicería, farmacia, talleres mecánicos y dos locales de hospedaje.

## Símbolos

### Escudo
El escudo heráldico municipal fue aprobado por el Pleno del Ayuntamiento el 10 de abril de 2002 y publicado en el Boletín Oficial de Castilla y León el 7 de mayo del mismo año. Su descripción es la siguiente:

En campo de oro, un sembrado de racimos de vid al natural, cargado de una banda de gules cargada a su vez de un tonel de plata circulado de sable. Al timbre corona real cerrada.

### Bandera
Fue aprobada por el Pleno del Ayuntamiento el 10 de abril de 2002 y publicado en el Boletín Oficial de Castilla y León el 7 de mayo del mismo año. La bandera posee la siguiente descripción:

Bandera cuadrada en proporción 1:1, terciada en diagonal en bajo con ángulo al asta, siendo el triángulo del batiente rojo, la banda central blanca y el del asta roja, cargada al centro en brochante con el Escudo de Armas Municipal en sus colores.

## Política y administración

### Administración municipal
La administración política del municipio se realiza a través de un ayuntamiento de gestión democrática, cuyos componentes se eligen cada cuatro años por sufragio universal. El censo electoral está compuesto por todos los residentes empadronados en Valdevimbre, mayores de 18 años y con nacionalidad de cualquiera de los países miembros de la Unión Europea. Según lo dispuesto en la Ley del Régimen Electoral General, que establece el número de concejales elegibles en función de la población del municipio, la corporación municipal está formada por nueve ediles.
| Partido político                                  | 1979    | 1979       | 1983    | 1983       | 1987    | 1987       | 1991    | 1991       | 1995    | 1995       | 1999    | 1999       |
| Partido político                                  | % votos | concejales | % votos | concejales | % votos | concejales | % votos | concejales | % votos | concejales | % votos | concejales |
| Partido Popular (PP) (Alianza Popular hasta 1989) | -       | -          | 31,57   | 3          | 12,87   | 1          | 45,48   | 4          | 37,74   | 4          | 31,72   | 3          |
| Partido Socialista Obrero Español (PSOE)          | 13,43   | 1          | 28,81   | 2          | 16,84   | 1          | 41,38   | 4          | 43,76   | 4          | 32,41   | 3          |
| Unión de Centro Democrático (UCD)                 | 86,57   | 8          | -       | -          | -       | -          | -       | -          | -       | -          | -       | -          |
| Centro Democrático y Social (CDS)                 | -       | -          | -       | -          | 37,43   | 4          | -       | -          | -       | -          | -       | -          |
| Unión del Pueblo Leonés (UPL)                     | -       | -          | -       | -          | -       | -          | 10,88   | 1          | 17,1    | 1          | 20      | 2          |
| Partido Demócrata Popular (PDP)                   | -       | -          | -       | -          | 31,35   | 3          | -       | -          | -       | -          | -       | -          |
| Izquierda Unida (IU)                              | -       | -          | -       | -          | -       | -          | -       |            | -       | -          | 8,51    | 1          |
| Independientes                                    | -       | -          | 39,62   | 4          | -       | -          | -       | -          | -       | -          | 6,55    | 0          |

| Partido político                         | 2003    | 2003       | 2007    | 2007       | 2011    | 2011       | 2015    | 2015       |
| Partido político                         | % votos | concejales | % votos | concejales | % votos | concejales | % votos | concejales |
| Partido Popular (PP)                     | 40,22   | 4          | 38,97   | 4          | 49,49   | 5          | 36,88   | 4          |
| Partido Socialista Obrero Español (PSOE) | 30,37   | 3          | 37,07   | 3          | 33,53   | 3          | 34,93   | 3          |
| Unión del Pueblo Leonés (UPL)            | 18,97   | 2          | 22,82   | 2          | 15,82   | 1          | 12,29   | 1          |
| Ciudadanos Rurales Agrupados (CRA)       | -       | -          | -       | -          | -       | -          | 14,09   | 1          |
| Izquierda Unida (IU)                     | 2,7     | 0          | -       | -          | -       | -          | -       | -          |

### División administrativa
En el municipio, además de la cabecera, se encuentran las localidades de Villagallegos, Villibañe, Fontecha del Páramo, Palacios de Fontecha, Pobladura de Fontecha y Vallejo. Todos ellos están regidos por Juntas Vecinales que administran los bienes de cada pueblo y convocan los concejos para tratar distintos asuntos.

## Cultura

### Fiestas
La fiesta es en honor a su patrón San Lorenzo se celebra el 10 de agosto, denominada Fiestas del Vino, siendo la festividad dedicada al vino más antigua de Castilla y León, desarrollándose en 2012 la XXXVII edición de este festejo donde se pueden degustar miles de litros de vino y comer el famoso bocadillo de chorizo cocido al vino, plato típico de la localidad.
El 3 de febrero se celebra San Blas, fiesta muy inferior a la festividad de San Lorenzo.
En Villagallegos se celebran las festividades de San Roque y San Pelayo.
En Palacios de Fontecha se celebra San Adrián en el verano y San Antonio en enero; aunque últimamente ha adquirido notabilidad la Fiesta de la Convivencia que a últimos de agosto pretende ser un lugar de reencuentro entre todos los que nacieron en la localidad.

### Gastronomía

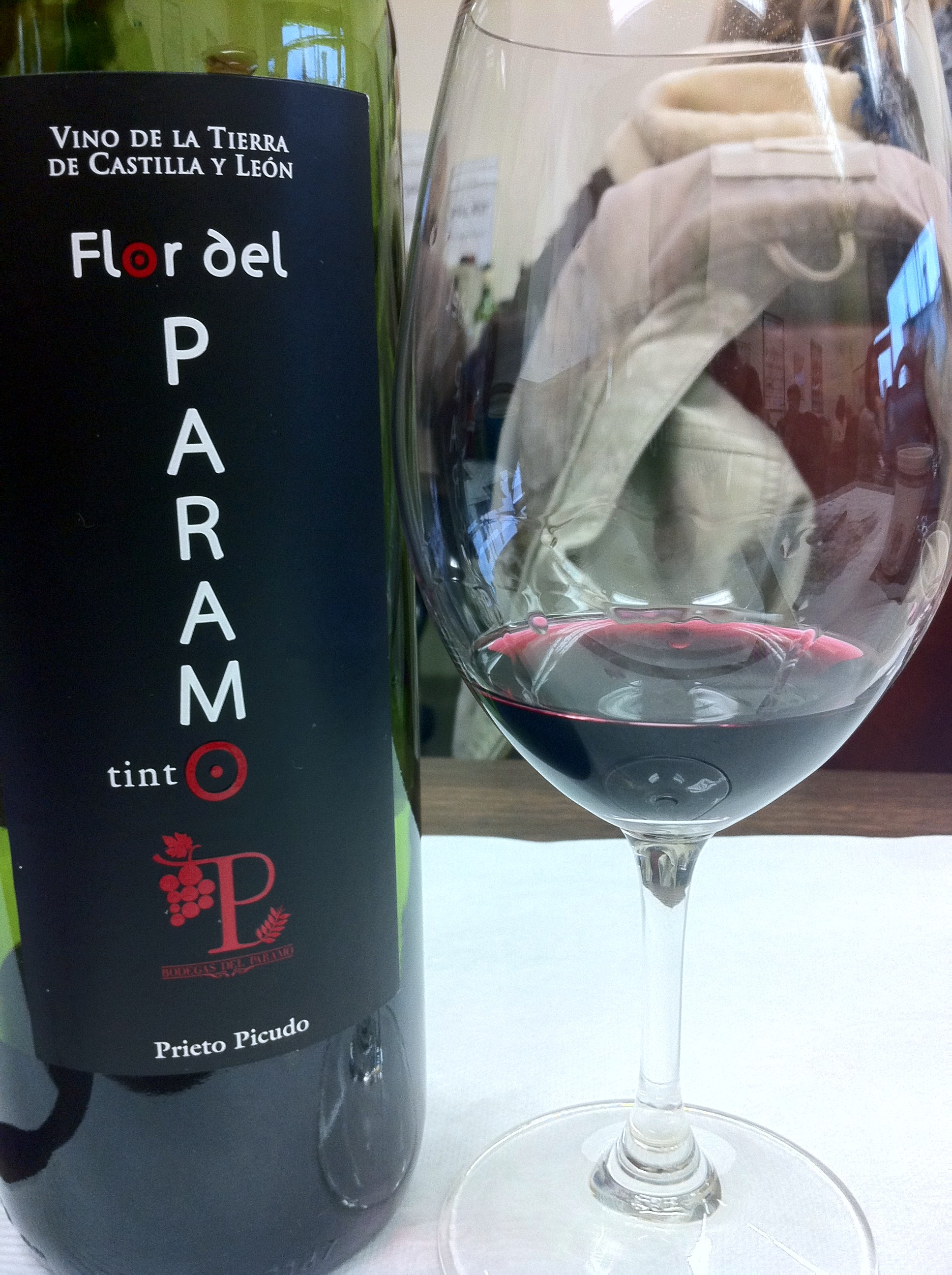
Valdevimbre se encuentra en la Denominación de Origen León

Valdevimbre es cuna del afamado vino Prieto Picudo, Denominación de Origen Tierra de León, considerándose en los medios como la capital del Prieto Picudo; del chorizo al vino y de la tortilla guisada, platos típico de la localidad.
Es una localidad conocida por sus bodegas-restaurante donde se pueden degustar los platos típicos de la cocina leonesa.